# Шкотска Чемпионшип лига
Шкотска Чемпионшип лига је професионална шкотска фудбалска лига, и представља други ранг у шкотском фудбалу. У лиги се такмичи 10 клубова, а на крају сезоне првопласирани клуб улази у виши ранг, Премијершип. Сезона траје од августа до маја идуће године, те се игра 36 кола. Чемпионшип је основан 2013. године.

## Клубови у сезони 2024/25.
- Гринок Мортон
- Данфермлајн атлетик
- Ердрионијанс
- Ер јунајтед
- Квинс Парк
- Ливингстон
- Партик Тистл
- Рејт роверс
- Фалкирк
- Хамилтон